# Rosario Castillo
Rosario Castillo (Montevideo, 12 de noviembre de 1950) es una comunicadora, escritora y publicista uruguaya. Hija del reconocido comunicado Rubén Castillo.

## Trayectoria
Inició su carrera periodística en Radio Sarandí a los 14 años y dos años después es contratada por Tele12. Su primer programa conocido se denominó Discodromo Show.
Se trasladó a Madrid donde estudió comunicación en la Universidad Complutense de Madrid obteniendo el título de licenciada en esa especialidad.
Condujo durante varios años, la última edición de Subrayado, el informátivo de Canal 10. En el que inmortalizó su frase todas las noches al finalizar la jornada informátiva:

“A pesar de todo, no dejen de soñar”
Rosario Castillo.

Hasta el año 2012 condujo el noticiero 60 minutos y siete años después de finalizada esta actividad regresó a la televisión para participar del programa Todos contra mí de Teledoce.

## Distinciones
Fue reconocida con varios premios nacionales e internacionales por su trayectoria.
Rosario Castillo fue galardonada con el Premio Legión del Libro otorgado por la Cámara Uruguaya del Libro.
También participó como jurado de los premios Iris.